# Jour des forces armées d'Azerbaïdjan
 (mai 2018).
Le contenu est difficilement compréhensible vu les erreurs de traduction, qui sont peut-être dues à l'utilisation d'un logiciel de traduction automatique.

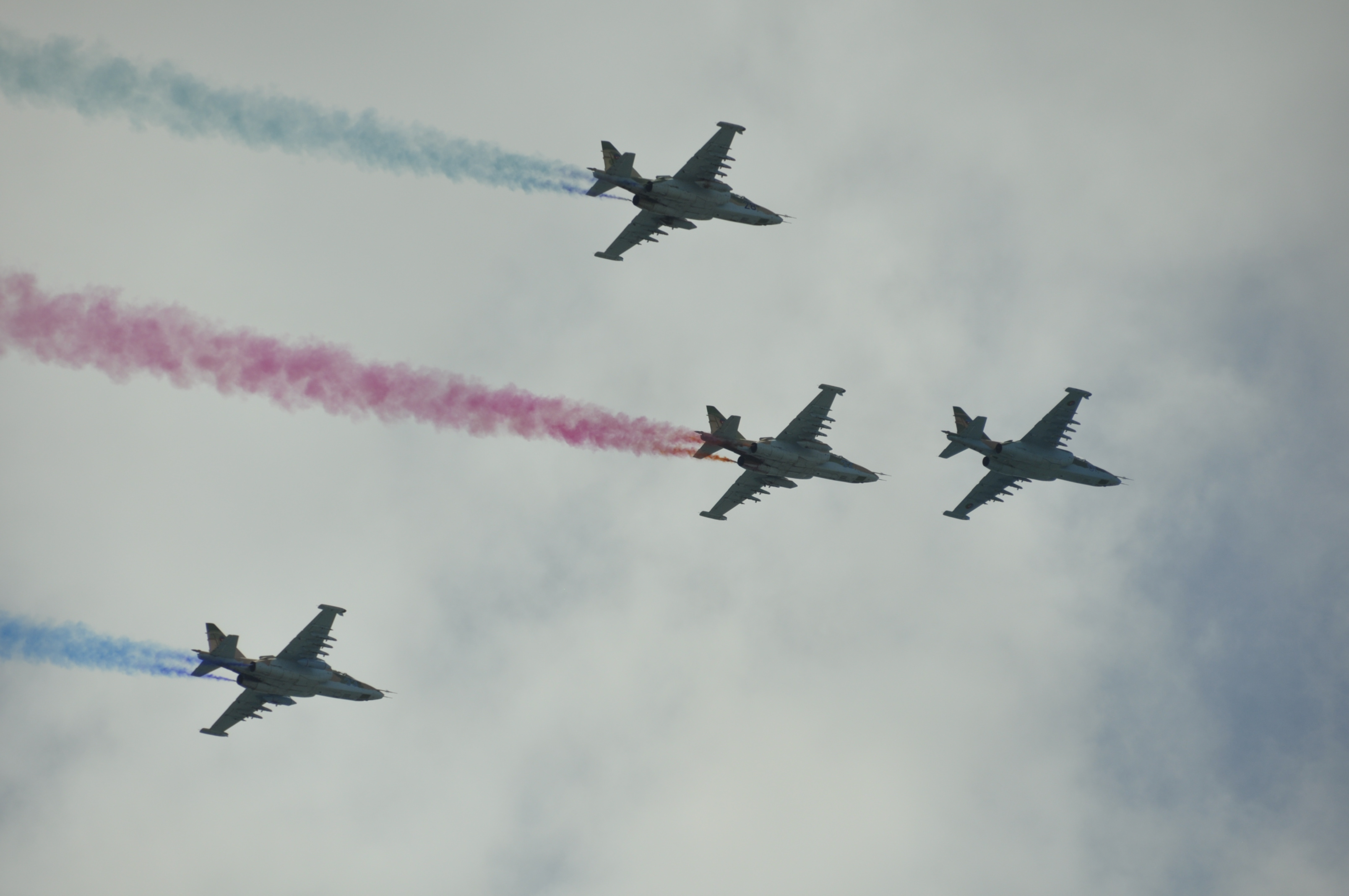
Défilé militaire à Bakou lors journée de l'armée

La journée des forces armées d'Azerbaïdjan (en Azéri - Azərbaycan Respublikası Silahlı Qüvvələri günü), est célébrée chaque année le 26 juin en Azerbaïdjan, par le décret de Heydar Aliyev, président de la République d'Azerbaïdjan.

## Histoire
Le 28 mai 1918, le peuple azerbaïdjanais a déclaré son indépendance. L'Azerbaïdjan était la première république en Orient musulman. Le 26 juin 1918, par décision du gouvernement de la République démocratique d'Azerbaïdjan (RDA), le corps musulman a été nommé au corps azerbaïdjanais[incompréhensible] et, par conséquent, cette décision a constitué la base juridique de la création des forces armées azerbaïdjanaises indépendantes. Le chef du corps azerbaïdjanais était Aliagha Shikhlinski.  
Le ministère militaire de la République démocratique d'Azerbaïdjan a été créé le 1er août 1918. Le 25 décembre, le général Samad bey Mehmandarov a été élu ministre de la Défense et le lieutenant général Aliagha Chikhlinski, vice-ministre de la Défense. Après l'effondrement du RDA qui n'a duré que 23 mois, le gouvernement bolchevique a aboli l'Armée nationale d'Azerbaïdjan. Le premier défilé militaire en Azerbaïdjan s'est tenu à Bakou en 1919 dans la zone de l'actuel Centre des musées. Selon l'accord signé avec la Turquie, l'armée islamique du Caucase, dirigée par Nourou Pacha, a étroitement participé à la formation de l'armée azerbaïdjanaise. La défense azerbaïdjanaise et l'armée islamique du Caucase ont libéré Bakou et les régions avoisinantes de l'occupation bolchevik-dachnak[Quoi ?] le 15 septembre 1918. A cette époque, l'armée azerbaïdjanaise avait des généraux tels que Husseyn khan Nakhchivanski, Ibrahim agha Usubov, Abdulhamid bey Gaytabachi, Kazim Gajar, baie de Javad Chikhlinski, Habib Bey Salimov,. 
Après avoir recouvré l'indépendance de l'Azerbaïdjan en 1991, une nouvelle armée nationale a été formée dans le pays. L'Académie militaire d'Azerbaïdjan a été nommée en l'honneur de Heydar Aliyev, École militaire supérieure d'Azerbaïdjan, école secondaire militaire dont le nom vient de J. Nakhitchevansky,. 
Le décret sur l'établissement d'une académie militaire a été signé par l'ancien président Heydar Aliyev le 20 février 1999. L'école militaire supérieure d'Azerbaïdjan, l'académie maritime d'Azerbaïdjan et l'école supérieure militaire d'Azerbaïdjan opérant au sein des ministères de la défense ont été créées sur la base du décret de Heydar Aliyev le 20 août 2001. Le Fonds d'assistance aux forces armées des forces armées d'Azerbaïdjan a commencé à fonctionner pour fournir du matériel militaire en 2002.

## Base législative
Le 9 octobre 1991, le Soviet suprême d'Azerbaïdjan a adopté une loi sur l'établissement des forces armées d'Azerbaïdjan, considérée comme l'anniversaire des forces armées de l'Azerbaïdjan moderne. Le 22 mai 1998, selon au décret no 707 délivré par Heydar Aliyev, le président de la République d'Azerbaïdjan, après avoir obtenu l'indépendance pour la deuxième fois, ce jour historique - juin 26 a été déclaré la Journée des forces armées de l'Azerbaïdjan, qui est célébrée chaque année par le Peuple azerbaïdjanais et est le jour chômé[style à revoir].

## Anniversaires notables

### 9 octobre 1992
Le 9 octobre 1992, le premier défilé militaire dans l'histoire de l'Azerbaïdjan indépendant a eu lieu en l'honneur de la Journée des forces armées sur la place Azadlig (la liberté) de Bakou. Le défilé a été présidé par le ministre de la Défense Rahim Gaziyev. 

### 26 juin 2008
Il était dédié au 90e anniversaire des forces armées azerbaïdjanaises. Il a été assisté par 4 510 troupes,.

### 26 juin 2011
Il était dédié au 20e anniversaire de l'indépendance de l'Azerbaïdjan et au 93e anniversaire des forces armées azerbaïdjanaises. Près de 6 000 soldats, environ 400 unités de matériel militaire et d'armes, dont 14 véhicules blindés, 35 hélicoptères de combat, 22 avions de combat, 8 avions d'entraînement, 28 navires, bateaux et autres types ont été présentés au défilé militaire à Bakou le 26 juin 2011. Il était commandé par le ministre de la Défense, le colonel général Safar Abiyev,,.

### 26 juin 2013
Il était dédié au 95e anniversaire des forces armées azerbaïdjanaises. Plus de 5 000 membres de différentes unités militaires ont participé au défilé militaire. Plus de 300 véhicules et armes militaires, plus de 100 avions militaires et hélicoptères et environ 40 navires et bateaux ont été présentés au défilé militaire, et le Président azerbaïdjanais a participé à ce spectacle à l'occasion du 95e anniversaire de la Journée des Forces armées à la Liberté.

### 26 juin 2018
Il est dédié au 100e anniversaire des forces armées azerbaïdjanaises,. Une formation de troupes turques participe au défilé pour la première fois. Le ministre iranien de la Défense, Amir Hatami, lui-même azéri, participe au défilé, qui est commandé par le ministre de la Défense azerbaïdjanais, Zakir Hasanov.

## Galerie

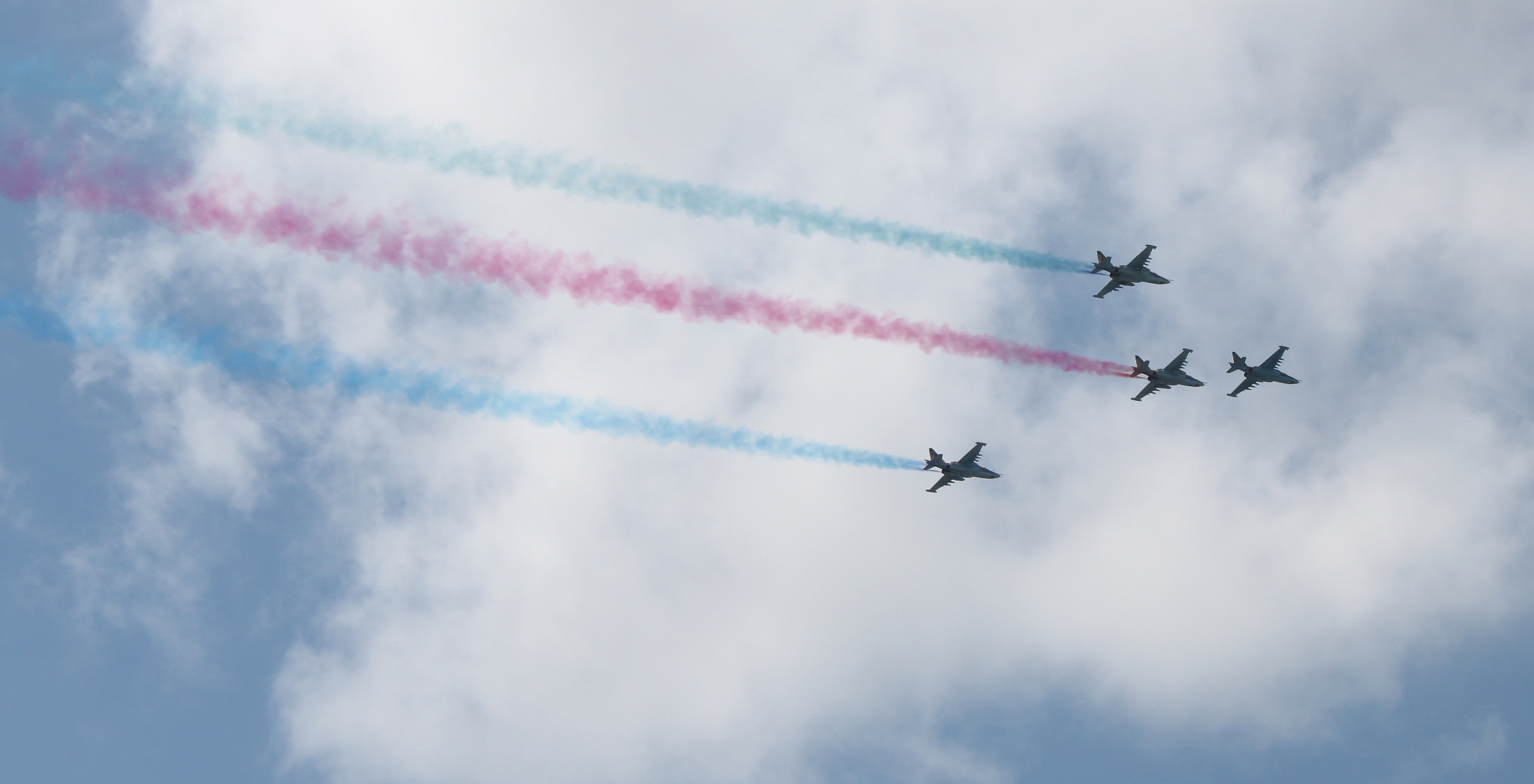
Journée des forces armées d'Azerbaïdjan (2011)
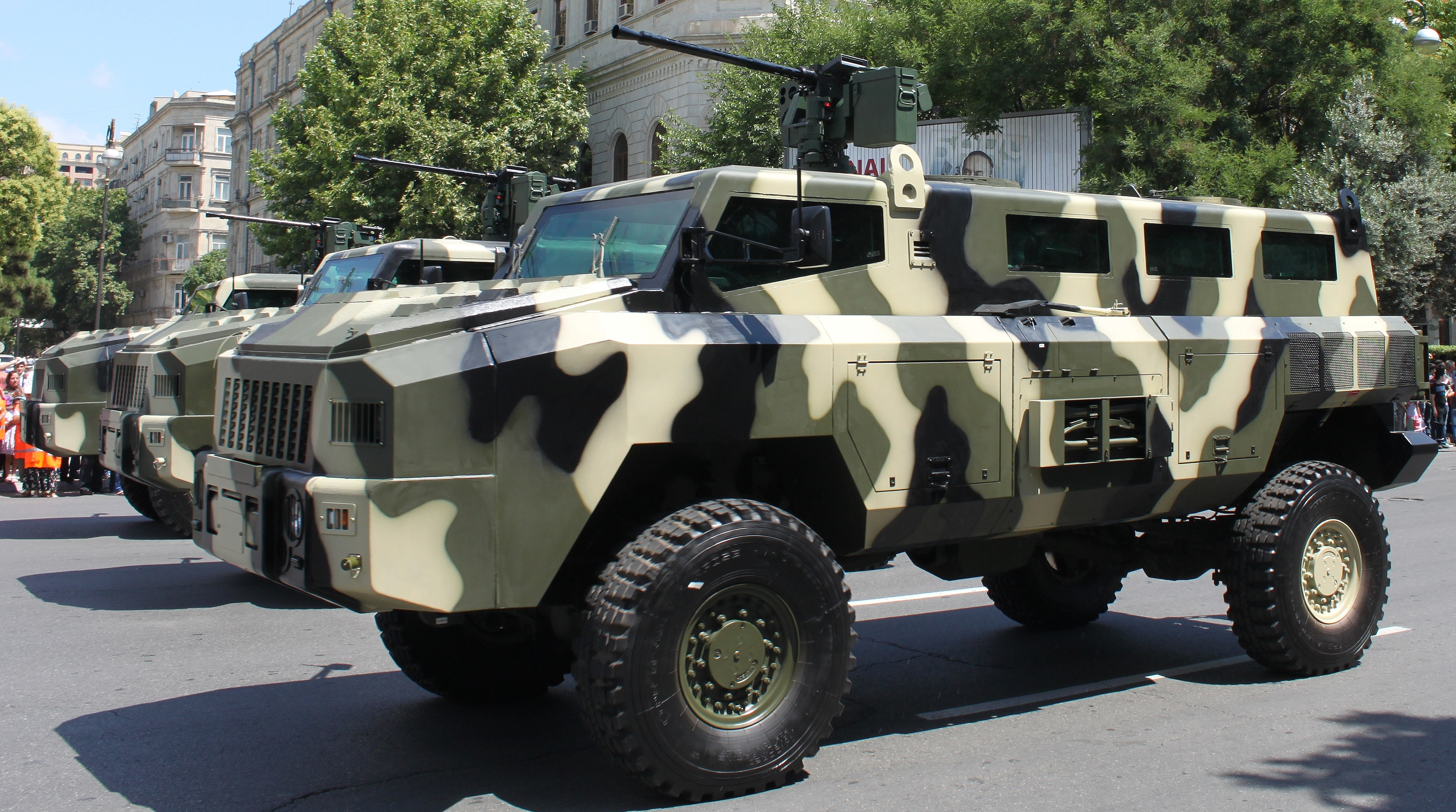
Journée des forces armées d'Azerbaïdjan (2011)
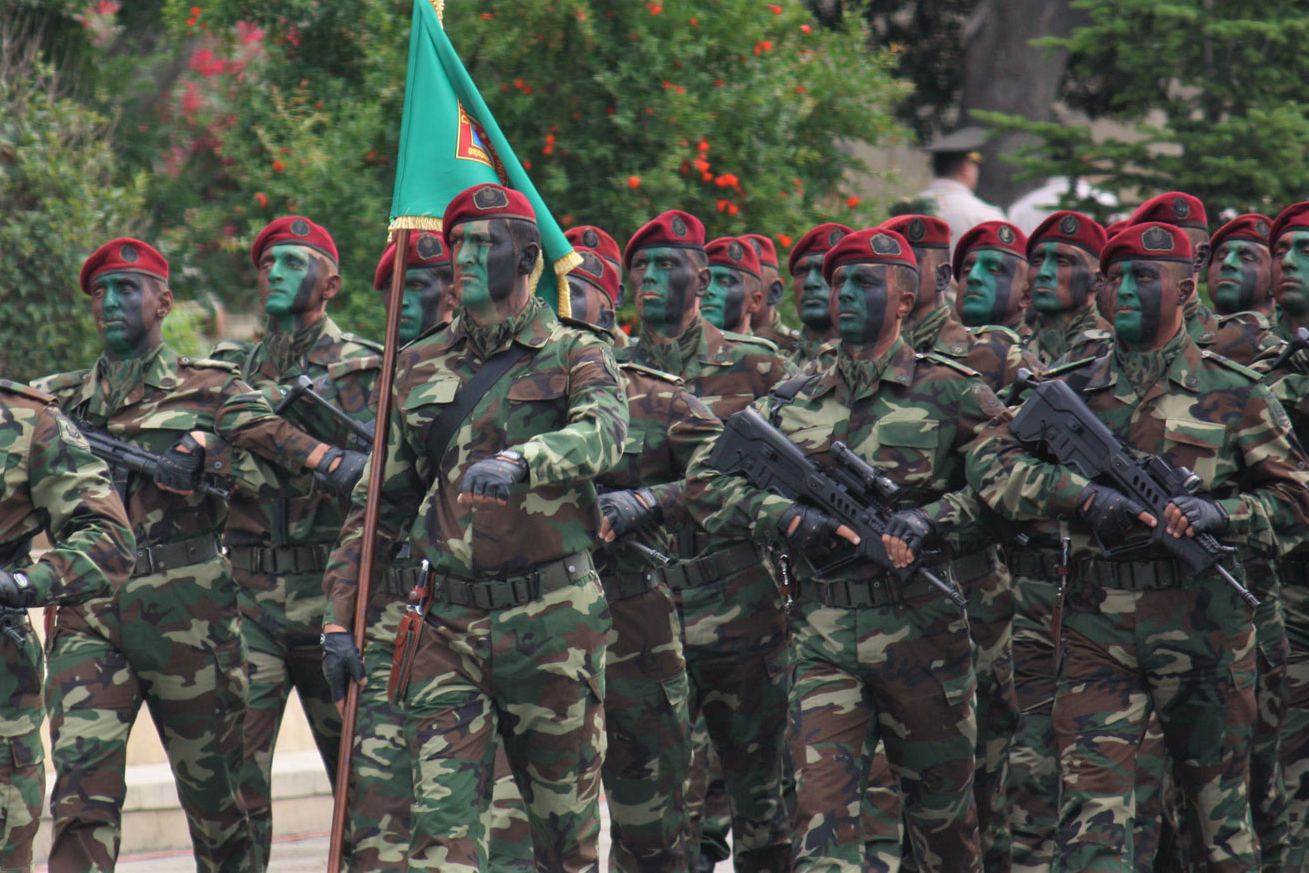
Forces spéciales d'Azerbaïdjan
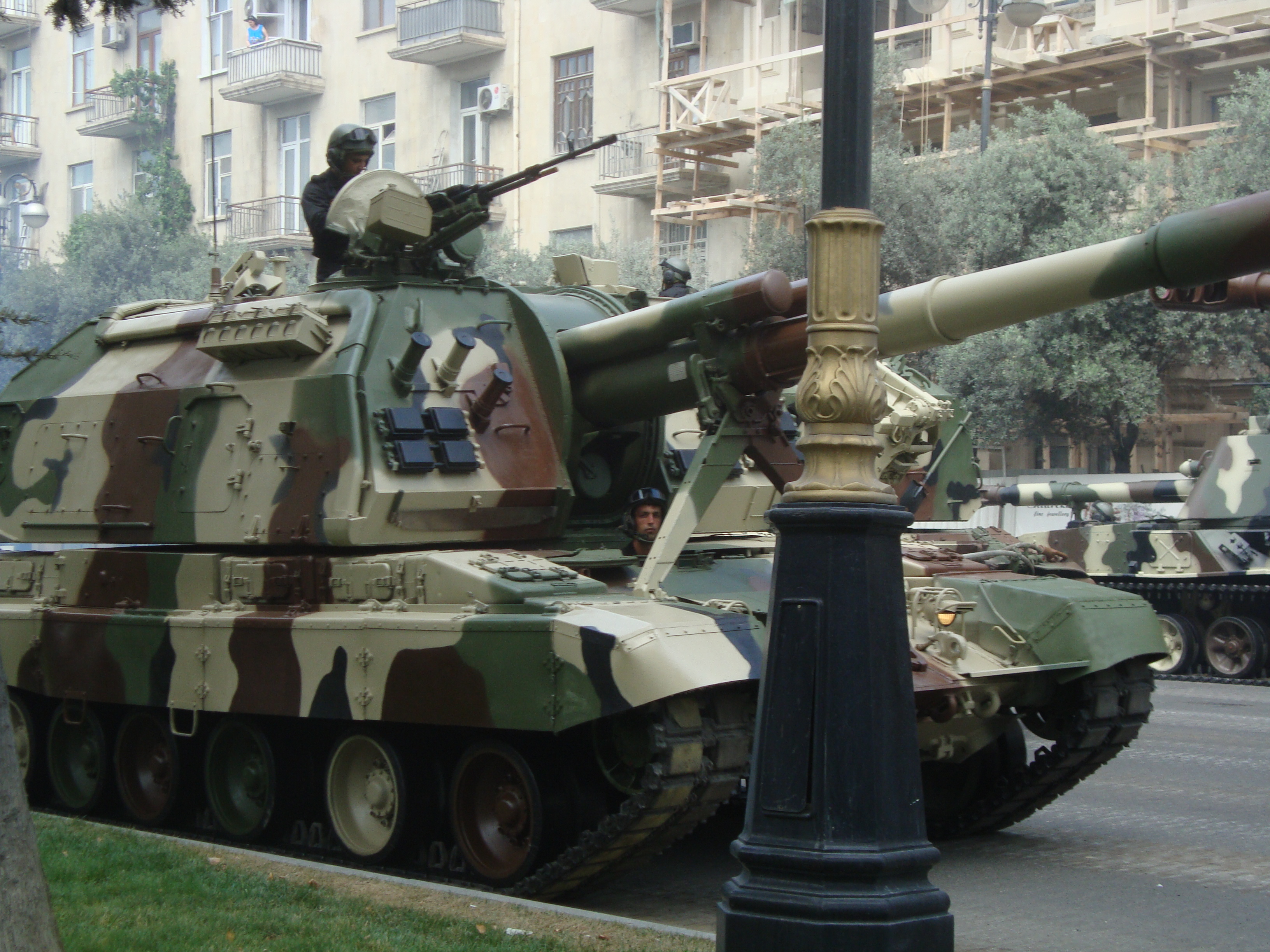
Défilé à Bakou
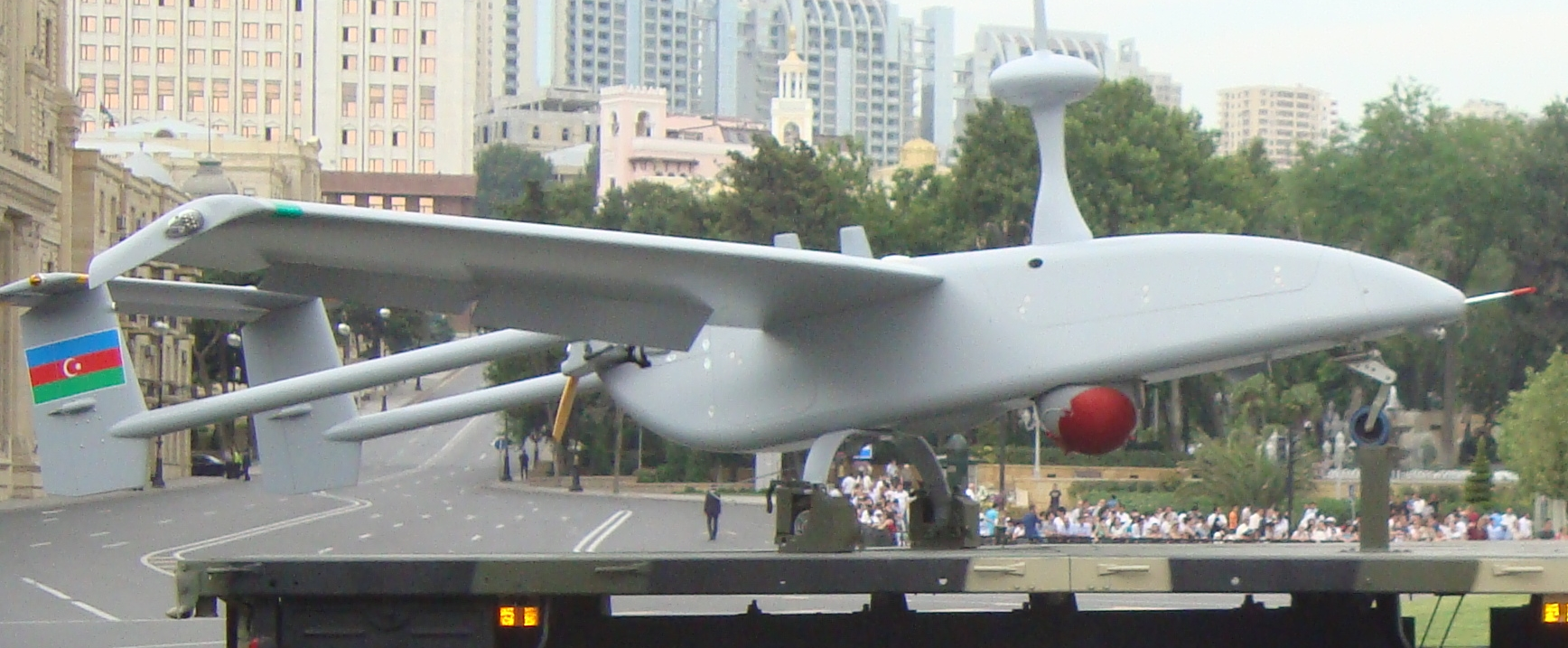
Défilé à Bakou